# Diaethria splenditissima
Diaethria splenditissima är en fjärilsart som beskrevs av Friedrich Alwin Schade 1944. Diaethria splenditissima ingår i släktet Diaethria och familjen praktfjärilar. Inga underarter finns listade i Catalogue of Life.